# Jean Arlaud
Jean Arlaud (1896-1938) fue un médico y escalador francés, miembro de la primera expedición francesa al Himalaya-Karakorum. Es considerado uno de los pioneros del pireneísmo moderno.

## Biografía
Aunque originario de la región alpina de Saboya, es en los Pirineos donde Jean Arlaud se convierte en un gran escalador aprovechando su estancia en Toulouse, donde realizaba sus estudios de medicina. Es considerado como uno de los grandes divulgadores de los Pirineos, en aquella época mucho menos explorados que los Alpes.
En 1914, fundó el club de esquí de Toulouse. El 28 de junio de 1914, realizó su primera apertura en el Dent d'Orlu con Raoul Rives.
En 1920, fundó el Groupe des Jounes (GDJ) que se dedica a la escalada en roca en los Pirineos. Fue elegido presidente de la Federación de esquí del Pirineo.
En 1935 realiza la primera escalada conocida a los Mallos de Riglos, consiguiendo hacer cima en la punta Buzón del Mallo Firé.
En 1936, forma parte como médico de la primera expedición francesa Himalaya y Karakorum.
El 24 de julio de 1938, a los 42 años, Jean Arlaud fallece en accidente de montaña en la cresta de Gourgs-Blancs, en la línea fronteriza entre España y Francia. En su memoria, desde 1953 un pico (3065 m) cercano al lugar del accidente recibe el nombre de Jean Arlaud y desde 1992, un refugio también lleva su nombre cerca del Grand Lac du Portillon, a 2.568 m de altitud.